# Libertad (Antique)
Pour les articles homonymes, voir Libertad.
Libertad (officiellement municipalité de Libertad : en Kinaray-a Banwa kang Libertad ; en hiligaïnon Banwa sang Libertad ; en tagalog : Bayan ng Libertad) est une municipalité de cinquième classe de la province d'Antique, aux Philippines.
Lors du recensement de 2020, sa population s'élève à 17 507 habitants.

## Géographie
Libertad est l'une des dix-huit municipalités de la province d'Antique, sur l'île de Panay, dans la région des Visayas occidentales au centre des Philippines ; c'est une municipalité côtière, située sur la côte ouest de l'île, à la pointe nord, au bord de la baie de Pandan, à 150 kilomètres au nord de San Jose de Buenavista, chef-lieu de la province.
Une partie du Parc naturel du nord-ouest de la péninsule de Panay (en) est située sur son territoire.
D'une superficie totale de 97 kilomètres carrés, Libertad est divisée administrativement en 19 barangays (districts) :
- Barusbus
- Bulanao
- Cubay
- Codiong
- Igcagay
- Inyawan
- Lindero
- Maramig
- Pucio
- Pajo
- Panangkilon
- Paz
- Centro Este (Poblacion)
- Centro Weste (Poblacion)
- San Roque
- Tinigbas
- Tinindugan
- Taboc
- Union

## Histoire
La municipalité a été créée en août 1949, par détachement d'une partie du territoire de celle de Pandan.
| 1960 | 1970 | 1975 | 1980 | 1990  | 1995  | 2000  | 2007  | 2010  | 2015  | 2020  |
| ---- | ---- | ---- | ---- | ----- | ----- | ----- | ----- | ----- | ----- | ----- |
| 7568 | 8945 | 9176 | 9870 | 11049 | 13274 | 12955 | 14653 | 15669 | 16429 | 17507 |